# Abdullahi Yusuf Ahmed
Abdullahi Yusuf Ahmed (Galcaio, 15 dicembre 1934 – Dubai, 23 marzo 2012) è stato un politico e militare somalo.
Ahmed è stato uno dei più importanti uomini politici della Somalia dall'inizio della Guerra civile somala. Ufficiale dell'Esercito Nazionale Somalo e pluridecorato eroe di guerra, Ahmed è stato tra i creatori del Fronte Democratico per la Salvezza della Somalia, movimento d'opposizione al regime di Siad Barre, ed uno dei fondatori dello Stato autonomo somalo del Puntland, di cui è stato anche il primo Presidente. Successivamente ha giocato un ruolo fondamentale nella nascita del Governo Federale di Transizione, che è anche stato il primo a guidare ricoprendo l'incarico di Presidente della Somalia dall'ottobre 2000 al dicembre 2004.

## Primi anni e carriera militare
Abdullahi Yusuf Ahmed nacque nel 1934 a Gallacaio, capoluogo della regione centrosettentrionale somala del Mudugh. Apparteneva alla cabila dei Migiurtini, sottoclan dei Darod.
Terminata l'istruzione scolastica superiore studiò Giurisprudenza all'Università nazionale somala. Entrato nell'esercito somalo negli anni cinquanta, si trasferì all'estero per il proprio addestramento militare, ottenendo la laurea in topografia militare in Unione Sovietica alla prestigiosa Accademia militare Frunze. In seguito continuò l'addestramento in Italia.
Diventato ufficiale nel 1960, nel 1964 partecipò alla guerra tra Somalia ed Etiopia e fu decorato per il coraggio dimostrato in battaglia.
Tra il 1965 ed il 1968 fu addetto militare presso l'ambasciata della Somalia a Mosca.
Nel 1969 il generale Siad Barre, Comandante in Capo dell'esercito, prese il potere con un colpo di Stato. Ahmed negò il proprio appoggio al golpe e per questo fu imprigionato. Scarcerato nel 1975 e riabilitato da Barre, Ahmed fu impegnato nel 1977-78 nella Guerra dell'Ogaden contro l'Etiopia, in cui comandò il fronte meridionale.
Per gli sforzi sostenuti nel conflitto Ahmed fu di nuovo decorato al valore, ma gli fu negato il grado di generale e rimase colonnello per tutto il resto della sua carriera militare, forse a causa del suo passato politico non ortodosso.

## Fronte Democratico per la Salvezza della Somalia
Nel 1978 Ahmed partecipò ad un tentativo fallito di rovesciare la dittatura di Barre assieme ad un gruppo di ufficiali appartenenti al proprio clan, i Migiurtini. Originariamente previsto per il 12 aprile, il colpo di Stato militare fu tuttavia anticipatamente messo in atto il 9 dello stesso mese per paura che eventuali fughe di notizie potessero mandare tutto a monte. Tuttavia Ahmed, che allora si trovava nella regione meridionale di Gedo, non fu informato di quest cambiamento di data e lo stesso 9 aprile fu avvertito del già avvenuto fallimento del colpo di mano con un messaggio in codice. Quasi tutti i partecipanti al golpe furono eliminati con esecuzioni sommarie, ma Ahmed e parecchi altri colonnelli riuscirono a fuggire all'estero.
Alla fine del 1978 Ahmed contribuì a fondare, in Etiopia, il Fronte per la Salvezza della Somalia (Somali Salvation Front), diventato l'anno successivo Fronte Democratico per la Salvezza della Somalia ( Somali Salvation Democratic Front, SSDF): fu il primo di tanti movimenti di opposizione alla dittatura di Siad Barre. Di lì a poco si sarebbero tuttavia manifestate alcune divergenze con l'ala moderata del partito guidata da Abdirahman Aidid Ahmad, finché questi fu ucciso (insieme a un giornalista, Ikar Haji Mohamed) in un agguato commissionato dallo stesso Ahmed, presso Dire Daua.
Il SSDF riuscì in ogni caso a sottrarre alle forze di Barre il controllo d alcune aree della Somalia, tanto che il governo comunista etiope, il Derg, ne reclamò subito la sovranità. Ahmed si oppose e per questo fu arrestato dalle autorità etiopi nel 1985 e rimase in carcere fino al 1990, anno della caduta del Derg.

## Puntland
Liberato dal nuovo governo etiope Ahmed tornò in Somalia. Il regime di Barre cadde definitivamente nel gennaio del 1991, ma questo non aprì la strada ad un nuovo corso democratico ed anzi fu l'inizio della guerra civile somala.
Nel 1992 Ahmed guidò le truppe che scacciarono da Bosaso i miliziani dell'organizzazione fondamentalista islamica Al-Itihaad al-Islamiya, legata ad Al-Qaeda ed i cui uomini avevano preso il controllo della città.
Nel 1998 Ahmed fu il principale fondatore e leader politico dello Stato del Puntland, dichiaratosi autonomo ma non indipendente dalla Somalia. Il 23 luglio dello stesso anno Ahmed fu eletto dal Parlamento monocamerale Presidente del Puntland ed il suo mandato terminò il 1º luglio 2001. Tuttavia contestò l'elezione del suo successore Jama Ali Jama e combatté vittoriosamente contro di lui riconquistando la carica di Presidente del Puntland, che ricoprì fin all'elezione nel 2004 a Presidente della Somalia.

## Governo Federale di Transizione

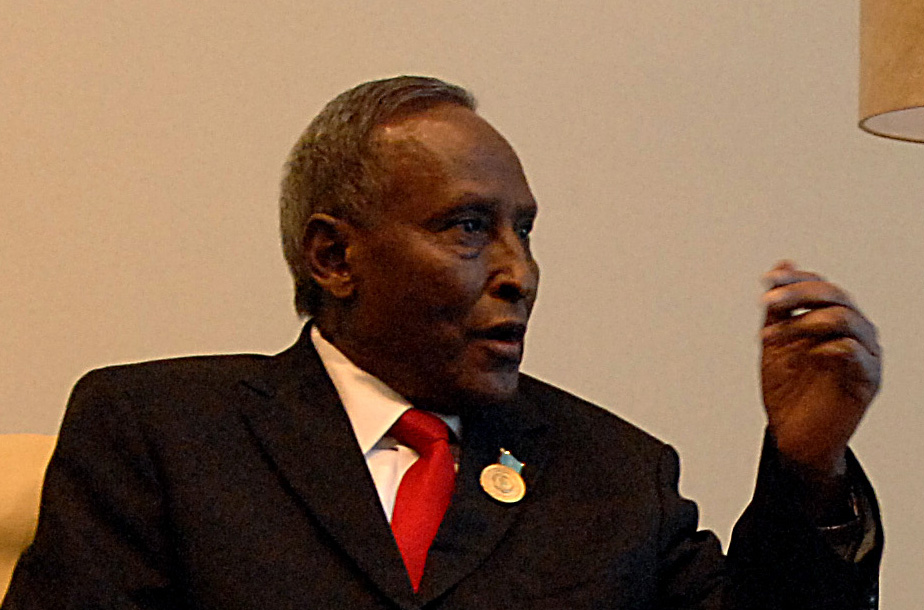
Abdullahi Yusuf Ahmed nel 2008

Il 10 ottobre 2004 durante una sessione tenutasi a Nairobi, Kenya, Ahmed fu eletto dal parlamento di transizione somalo Presidente del Governo Federale di Transizione (Transitional Federal Government, TFG) di cui era stato tra i fondatori all'inizio dello stesso anno. Il suo predecessore e sfidante, il Presidente Abdiqasim Salad Hassan, ha accettato pacificamente la sconfitta elettorale e lasciato la carica. Prestò giuramento e si insediò il 14 dicembre, data ufficiale di inizio del suo mandato presidenziale.

### Problemi interni
Come lo stesso nome indicava, il TFG era un governo transitorio incaricato di gestire la fase preparatoria per la nascita di un nuovo, stabile governo somalo.
Obiettivi del TFG erano quelli di estendere il controllo del governo centrale a tutto il territorio nazionale, porre fine alla guerra civile, fornire alla Somalia nuove e solide istituzioni ed iniziare la ricostruzione. Per questo furono create le Istituzioni Federali di Transizione, previste già dalla Carta Federale di Transizione, documento costituzionale che aveva dato vita al nuovo governo ed in generale al nuovo assetto politico-istituzionale del paese.
Nonostante fosse l'unica autorità centrale somala formalmente riconosciuta a livello internazionale, il TFG guidato da Ahmed incontrò tuttavia enormi difficoltà ad affermarsi, anche a causa di contrasti interni, in particolare con i signori della guerra, all'epoca ancora potentissimi, molti dei quali erano presenti nel Parlamento Federale di Transizione e detenevano l'effettivo controllo di vaste zone del paese. Il primo problema sorse sulla sede del TFG, che Ahmed ed il Primo Ministro Ali Mohammed Ghedi non vollero a Mogadiscio per motivi di sicurezza. Il governo fu quindi stabilito a Giohar e Baidoa, e trasferito a Mogadiscio solo nel dicembre 2006, quando l'esercito somalo conquistò la sconfiggendo l'Unione delle Corti Islamiche.
La costituzione e l'invio in Somalia di un'eventuale missione di peacekeeping fu un altro punto di discordia, soprattutto riguardo all'eventuale inclusione al suo interno delle truppe dell'Etiopia, accusata di sostenere i signori della guerra per tenere costantemente indebolita la Somalia. La missione ebbe effettivamente inizio nel febbraio 2007: denominata AMISOM, è stata organizzata dall'Unione Africana ed approvata dall'ONU. le truppe dell'Etiopia e degli altri paesi confinanti con la Somalia non vi partecipano.
A causa della mancanza di risorse umane e finanziarie, unitamente alla generale indifferenza della comunità internazionale, Ahmed fu costretto a trasferire truppe e fondi dal Puntland al governo centrale di Mogadiscio. Questo ha avuto effetti negativi sulla sicurezza e l'organizzazione amministrativa del Puntland, rendendolo più vulnerabile alla pirateria ed agli attacchi terroristici.

### Insurrezioni islamiste
Il maggior problema che il governo di Ahmed dovette affrontare fu quello della crescita ed il rafforzamento nelle regioni meridionali di movimenti di matrice islamista che si contrapposero al governo centrale, contendendogli il controllo del territorio.
La prima ad emergere fu l'Unione delle Corti Islamiche, nata nel 2006 dall'alleanza politico-militare tra le corti che amministravano la sharia e che ebbe un rapidissimo sviluppo nel sud della Somalia. Tra maggio e luglio del 2006 l'Unione conquistò addirittura la capitale somala nella Seconda Battaglia di Mogadiscio, sconfiggendo l'Alleanza per la Restaurazione della Pace e dell'Antiterrorismo, che riuniva i signori della guerra spaventati dal potere crescente dell'Unione.
La CNN riportò che a combattere nella battaglia al fianco dei signori della guerra vi fossero anche le forze governative, ma Ahmed alla BBC smentì che l'Alleanza combattesse con il governo o per conto dello stesso, ed anzi minacciò di licenziare i membri del governo che fossero entrati a farne parte, cosa che in effetti fece.
Il 18 settembre 2006 Ahmed subì un attentato attribuito all'Unione delle Corti Islamiche: un'autobomba guidata da un kamikaze intercettò il convoglio presidenziale presso la sede del Parlamento a Baidoa ed esplose distruggendo l'auto ufficiale del Presidente. Morirono 4 guardie del corpo ed il fratello di Ahmed, e ne seguì un conflitto a fuoco in cui furono uccisi 6 attentatori. Ahmed si salvò perché era in un'altra auto, mentre quella ufficiale era solo un'esca.
Tuttavia nel dicembre 2006, aiutato dalle truppe etiopi, l'esercito governativo strappò il controllo del sud del paese all'Unione e riconquistò anche Mogadiscio il 28 dicembre, causando il rapido collasso e lo scioglimento dell'Unione. Come già anticipato, solo allora il Governo Federale di Transizione fu trasferito a Mogadiscio, e la sua sede fu stabilita a Villa Somalia, attuale palazzo presidenziale somalo.
In seguito alla sua definitiva sconfitta l'Unione delle Corti Islamiche scomparve dividendosi in numerose fazioni e gruppi armati fondamentalisti che proseguirono la lotta contro il governo e l'esercito etiope. Tra questi il più forte e temibile si rivelò ben presto essere l'organizzazione terroristica integralista Al-Shabaab, che riuniva gli elementi più radicali dell'Unione. Tra il 2007 ed il 2008 Al Shabaab ottenne molti successi militari conquistando importanti città e porti della Somalia centrale e meridionale, catturando Baidoa alla fine del 2008. Nel gennaio 2009 la stessa organizzazione terroristica riuscì a costringere le forze etiopi a lasciare il paese.

### Problemi di salute
Ahmed subì un trapianto di fegato in Italia nel 1996.
Durante la presidenza i suoi problemi di salute si aggravarono: il 4 gennaio 2008 svenne durante una riunione a Baidoa e fu portato prima in Etiopia per riprendersi e poi a Londra per accertamenti. Al suo ritorno a Mogadiscio il 16 febbraio i ribelli di Al Shabaab perpetrarono contro di lui un altro attentato, sparando colpi di mortaio contro il palazzo presidenziale, con cinque feriti e senza vittime.

### Dimissioni
Il 29 dicembre 2008 ha rassegnato le dimissioni da presidente e riconsegnato il potere al presidente del parlamento, Aden Mohamed Nur, che ha assunto così a interim la funzione di capo dello stato. La motivazione di questa decisione come ha dichiarato è pervenuta dal fallimento del tentativo di portare la pace la stabilità e la democrazia in Somalia.
Inoltre ha aggiunto di aver fatto del suo meglio per servire il popolo somalo e per promuovere la riconciliazione, e di aver partecipato a tutte le conferenze di riconciliazione dal 1991 (quando iniziò la guerra civile) e liberato il Paese dalle Corti islamiche.
Infine ha mosso una dura critica alla comunità internazionale, che ha promesso aiuti ma che non ha mantenuto gli impegni.
Senza un supporto economico, senza possibilità di pagare gli stipendi e il sostegno logistico alle forze armate, l'esercito si è quindi disintegrato, incapace di combattere gli estremisti islamici.
Per evitare attacchi di altri clan e gruppi rivali, il clan del ex-presidente, parenti e guardie del corpo, ha lasciato Baidoa (ovest della Somalia, sede del Parlamento) in aereo, in direzione del Puntland, regione semiautonoma nel nord ovest del Paese, quasi contemporaneamente anche da Mogadiscio sono partiti altri sostenitori del presidente coi loro congiunti, tra cui numerose donne e bambini che alloggiavano nel palazzo presidenziale.

## Ritiro
Dopo le dimissioni da Presidente Ahmed si è definitivamente ritirato dalla scena politica. Raggiunto il Puntland decise quasi subito di lasciare la Somalia ed il 20 gennaio 2009 raggiunse Sana'a, capitale dello Yemen. Il giorno dopo Al Arabiya rese noto che Ahmed aveva ottenuto asilo politico nel paese.
Nel 2011 pubblicò le sue memorie intitolate Struggle and Conspiracy: A Memoir (Halgan iyo Hagardaamo: Taariikh Nololeed). Iniziò anche un tour promozionale del libro in Europa tra la fine dell'anno e l'inizio del 2012.

## Morte e tributi
Come annunciato il giorno stesso dai parenti e da Radio Mogadiscio, Abdullahi Yusuf Ahmed è morto il 23 marzo 2012 a Dubai, negli Emirati Arabi Uniti, a causa di complicazioni di una polmonite. Ahmed aveva passato molte settimane in cura all'Ospedale militare Zayed di Abu Dhabi, e pochi giorni prima di morire era caduto in coma.
Il Governo Federale di Transizione, che Ahmed aveva contribuito a creare ed era stato il primo a guidare, proclamò tre giorni di lutto nazionale. Il cordoglio in tutta la Somalia fu grande, e specialmente nel Puntland, di cui Ahmed è considerato il padre fondatore.
Il feretro fu trasportato a Gallacaio, sua città natale, dove si tennero i funerali di Stato.
In sua memoria l'Aeroporto internazionale di Gallacaio è stato rinominato Aeroporto Internazionale Abdullahi Yusuf.